# Качурівський Роман Миколайович
Качурівський Роман Миколайович — (24. 08. 1943, м. Хоростків, нині Гусятинського р-ну Тернопільської обл. — 28. 08. 2009, с. Новий Витків Радехівського р-ну, Львівської обл.) — поет-гуморист, письменник, редактор, громадський діяч. Член НСПУ (1974).

## Біографія
Закінчив СШ у с. Струсів Теребовлянського р-ну (1961).
Закінчив Факультет  журналістики Львівського  університету (1967).
Завідував клубом у с. Струсів.
У Львові працював в редакції  молодіжної  газети, редактором  видавництва і багатотиражної  газети університету, зав. ред.-вид. відділом ЛНБ;
у Товаристві  охорони пам'яток культури;
1970—1980 керівник  обласного  літературного  об'єднання «Гроно».
Від 1990 — відповідальний  секретар  Львівської організації  МСПУ.

## Публікації, твори
Перші вірші опублікував 1959 у районній газеті «Ленінський клич»  в смт. Микулинці.
Підготував матеріали до біографічного покажчика «Українська поезія в західноукраїнських та українських зарубіжних виданнях 20–40-х рр. ХХ ст.»
«Антологію світової поезії»
книжку поетичних мініатюр «Миттєвості», збірка літературних  пародій «Гібридизація геніїв», «Геометрія розплати» й «Успадковане пустище», книжки іронії та сатири «Підробка під Шекспіра», «Реконструкції».
Автор збірки поезій «Літні зорепади»(І973), «Паролі молодості» (1977).
Райдужна арка. Л., 1980;
«Журавлиний трикутник» (1983).
Голос провесни. Л., 1984;
«Час творчості» 1988).
«Вечірні води: Вибране» (1991).
«Досяжність» (Теребовля, 1993), «Свинцевий епіграф» 1994).
«Піднебесся» 1998.
«Спалах блискавки» 2002.
«Під знаком вишні». «Троянди і колючки» (обидві — 2003).
«Вітросінь» (2004)  та ін.. нарисів, рецензій, статей у періодиці.
Мій Кобзар.  2004;
Книга яблук. 2006;
Мандаринове сузір'я. 2006;
Сторчака з Парнасу: Літературні  пародії. 2007;
Потреба простору. 2007;
Берег вогнів: Переспіви з класичної поезії Японії. 2008;
Українські фрашки. 2008;
Пародії. 2010.

## Нагороди
Премія ім. М. І. Шашкевича (2001)